# إتشيزين (فوكوي)
مدينة إتشيزين (بالإنجليزية: Echizen)‏ هي أحد المدن التابعة لمحافظة فوكوي. تأسست رسميًا في 01/10/2005. ويقدر عدد سكانها بـ 87116 نسمة حسب تقدير مكتب الإحصاء الياباني لعام 2012. تبلغ مساحة إتشيزين 230.75 كم2. بكثافة سكانية تبلغ 378 نسمة/كم2.

## أعلام
- ميتشيكو نيا